# Oggetti non stellari nella costellazione della Mensa
Principali oggetti non stellari presenti nella costellazione della Mensa.

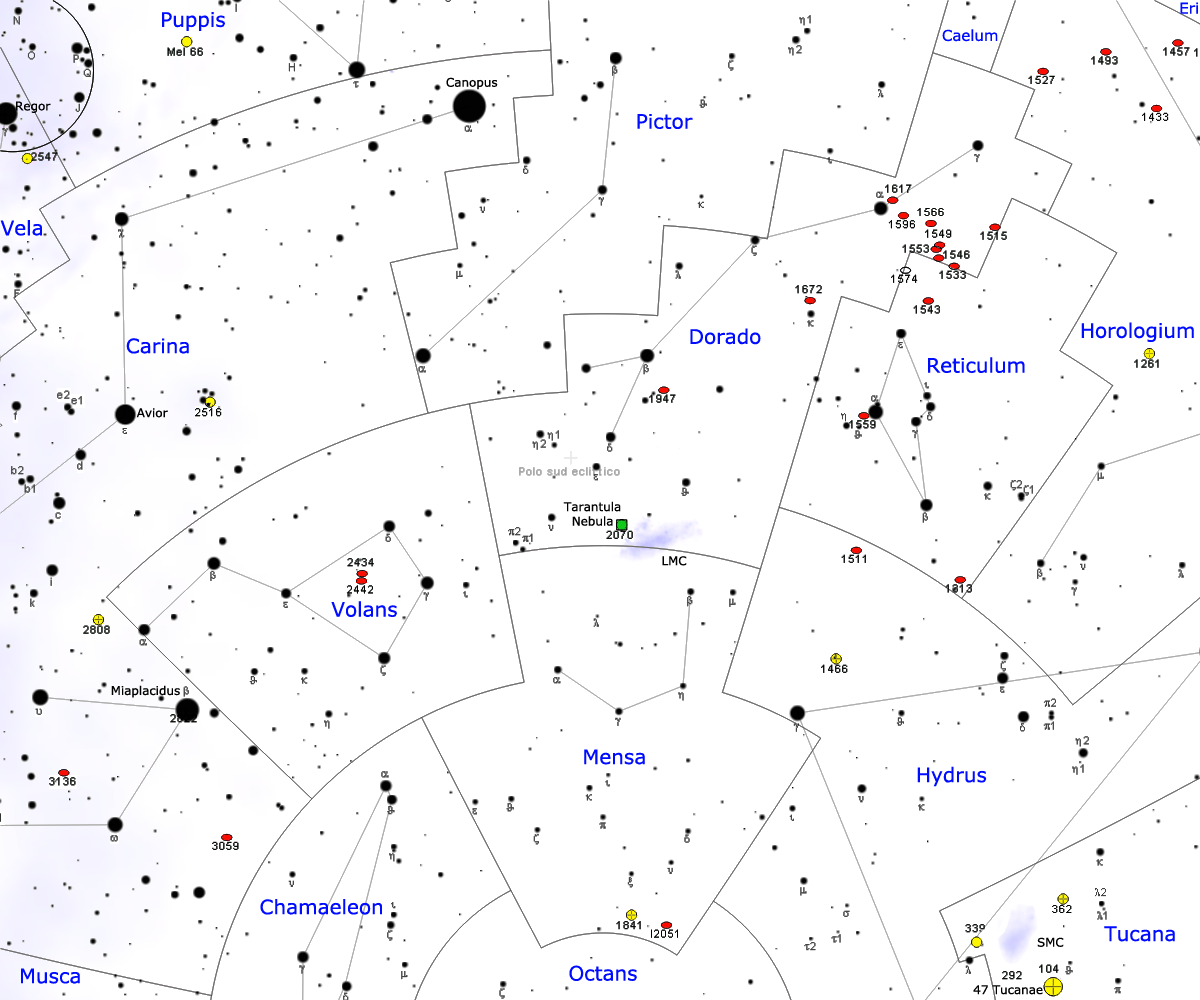
Mappa della costellazione della Mensa.

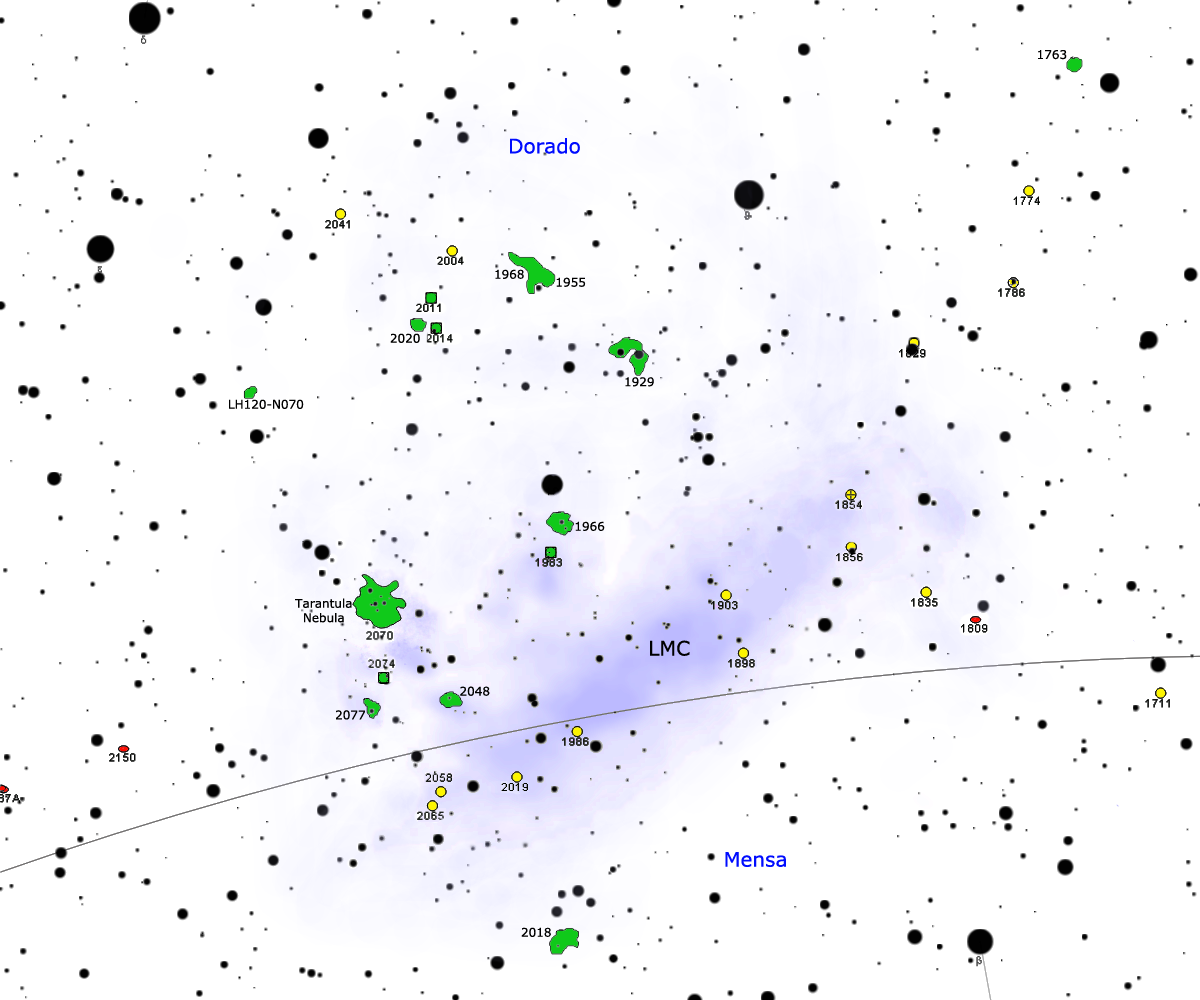
Mappa della Grande Nube di Magellano.

## Ammassi globulari
- NGC 1841
- IC 2140

## Galassie
- Grande Nube di Magellano
- NGC 1956
- NGC 2012
- NGC 2144
- NGC 2199
- IC 2051

## Ammassi di galassie
- PLCKESZ G286.6-31.3

## Nella Grande Nube di Magellano

### Nebulose diffuse
- NGC 2122